# ブラッケン (攻撃輸送艦)
ブラッケン（英語: USS Bracken (APA-64)）は、アメリカ海軍の攻撃輸送艦。ギリアム級攻撃輸送艦の一隻。名称はケンタッキー州にあるブラッケン郡にちなむ。

## 艦歴
アメリカ海事委員会の契約下で建造され、1944年6月10日にカリフォルニア州ウィルミントンのコンソリデーテッド・スチール社造船所で進水。10月3日に海軍に取得され、翌日に海軍予備役のC・S・リー中佐指揮下で就役。
1944年10月28日から1945年3月31日にかけて、南カリフォルニア沖でギリアム級の乗組員を養成する訓練艦として活動。5月、乗客と貨物を積載し、真珠湾へと移動。7月3日、交代の兵員を乗せてマーシャル諸島、カロリン諸島、そして沖縄へと向かった。
終戦直後、真珠湾を離れ、ミッドウェー、ハワイ州ヒロ、エニウェトク環礁、ウルシー環礁、沖縄、サイパン島、レイテ島、サマール島に寄港し、占領軍の兵士を乗せ横浜へと航海する。9月8日に到着。以後は極東各地に展開した兵士をアメリカ本土へと帰還させるマジック・カーペット作戦に1946年2月まで参加。
帰還任務を終えた2月、同年夏にビキニ環礁で実施された核実験・クロスロード作戦に標的艦として参加するため準備を開始。核実験を生き延びたブラッケンは、放射線と構造的研究のため保全された。1948年3月10日にクェゼリン環礁沖で海没処分された。